# Fijis administrativa indelning

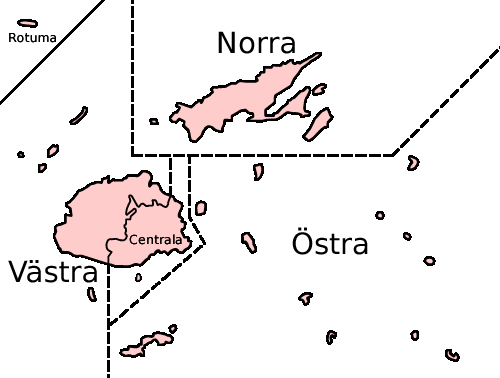
Karta över Fijis divisioner.

Fiji delas administrativt in i fyra divisioner, som vidare delas in i fjorton provinser. Varje division leds av ett ombud, utsett av den fijianska regeringen. Divisionerna är i praktiken agglomerat av provinser och har få egna administrativa funktioner, men bidrar till att sprida samarbete mellan provinserna i divisionen. Varje provins har ett "provinsiellt råd", som utformar lokala skatter och lagar, som dock måste godkännas av en regeringsmyndighet. Myndigheten måste också godkänna utnämnandet av Roko Tui, eller verkställande överhuvudet över det provinsiella rådet, som normalt sett är en hövding. Under senare år har det också hänt att vanligt folk har valts ut.
Provinserna påverkar nationella frågor direkt via Fijis stora hövdingråd, och Fijis senat. Hövdingrådet är en traditionell institution som fungerar som rådgivare till regeringen i inrikesaffärer, och fungerar också som elektorskollegium för att välja president och vice-president. 42 av de 55 medlemmarna i rådet väljs av de provinsiella råden, tre från varje provins. Dessutom väljs 14 av senatens 32 medlemmar av de provinsiella råden, och bekräftas av hövdingrådet.
Förutom de fjorton provinserna fungerar Rotuma, norr om Fiji, som en avhängig region till staten Fiji. Regeringen inkluderar den i den östra divisionen av statistiska skäl, men administrativt är den autonom, och har sitt eget råd som bestämmer över lokala frågor. Precis som en provins väljer Rotuma tre medlemmar till hövdingrådet och en senator.
Under den provinsiella nivån har distrikt och byar egna hövdingar och råd, ofta baserade på familjenätverk. Den fijianska administrationen baseras på koro, eller byn, som leds av en Turaga ni Koro, som väljs av byborna. Flera koroer bildar tillsammans en Tikina, och två eller flera sådana bildar en provins. Förutom detta har kommunala regeringar etablerats till städerna Suva och Lautoka, och för tio orter. Var och en har ett eget stadsråd, som väljs vart tredje år. En borgmästare väljs att leda stadsrådet. Lokala myndigheter har också etablerats för landsbygden. Den 15 februari 2006 utannonserades att tidsperioden skulle utökas från tre till fyra år.

## Divisioner och provinser
| Division (huvudstad) | Provins        | Styrelseordförande                    | Yta (km²) | Befolkning (1996) |
| --- | -------------- | ------------------------------------- | --------- | ----------------- |
| Centrala (Suva) | Naitasiri      | Ratu Solomoni Boserau                 | 1666      | 126 641           |
| Centrala (Suva) | Namosi         | Ratu Kiniviliame Taukeinikoro         | 570       | 5 742             |
| Centrala (Suva) | Rewa           | Pita Tagi Cakiverata (tillfällig) [1] | 272       | 101 547           |
| Centrala (Suva) | Serua          | Atunaisa Lacabuka                     | 830       | 15 461            |
| Centrala (Suva) | Tailevu        | Josefa Seruilagilagi                  | 755       | 48 216            |
| Norra (Labasa) | Bua            | Ratu Filimoni Ralogaivau              | 1379      | 14 988            |
| Norra (Labasa) | Cakaudrove     | Sitiveni Rabuka                       | 2816      | 44 821            |
| Norra (Labasa) | Macuata        | Ratu Aisea Katonivere                 | 2004      | 80 207            |
| Östra (Levuka) | Kadavu         | Ratu Josateki Nawalowalo              | 478       | 9 535             |
| Östra (Levuka) | Lau            | Ratu Josefa Basulu                    | 487       | 12 211            |
| Östra (Levuka) | Lomaiviti      | Ratu Jolame Bainivalu Lewanavanua     | 411       | 16 214            |
| Västra (Lautoka) | Ba             | Ratu Ovini Bokini                     | 2634      | 192 197           |
| Västra (Lautoka) | Nadroga-Navosa | Ratu Sakiusa Makutu                   | 2385      | 54 083            |
| Västra (Lautoka) | Ra             | Simione Naikarua                      | 1341      | 30 904            |
| Rotuma | Rotuma         | Injimo Managreve                      | 46        | 2 810             |
| [1] Det provinsiella rådet i Rewa vill att Ro Teimumu Kepa ska vara styrelseordförande. Men då hon nuvarande är minister får hon enligt konstitutionen inte samtidigt vara styrelseordförande, och det provinsiella rådet har beslutat att lämna positionen öppen tills konstitutionen ändrats. |                |                                       |           |                   |

## Orter och städer
| Stad eller ort | Inkorporerings- år | Borgmästare (parti)           | Rådsmedlemmar | Yta (kvadratkilometer) | Befolkning (1996) |
| --- | ------------------ | ----------------------------- | ------------- | ---------------------- | ----------------- |
| Ba | 1939               | Pravin Bala (NFP)             | 15            | 327                    | 14 596            |
| Labasa | 1939               | Pradeep Singh (FLP)           | 12            | 360                    | 24 187            |
| Lami | 1977               | Tevita Buatalevu (SDL)        | 12            | 680                    | 18 918            |
| Lautoka (stad) | 1929               | Rohit Kumar (FLP)             | 16            | 1607                   | 42 917            |
| Levuka | 1877               | George Gibson (Balance)       | 8             | 67                     | 3 745             |
| Nadi | 1946               | Shalesh Mudliar (NFP)         | 15            | 577                    | 30 791            |
| Nasinu | 1999               | Rajeshwar Kumar (FLP)         | 21            | 4500                   | 80 000            |
| Nausori | 1931               | Vikash Singh (NRA)            | 12            | 167                    | 21 645            |
| Savusavu | 1969               | Ram Pillay (SRC)              | 9             | 800                    | 4 962             |
| Sigatoka | 1959               | Ratu Isikeli Tasere (SDL/NFP) | 10            | 127                    | 7 940             |
| Suva (stad) | 1881               | Ratu Peni Volavola (SDL)      | 20            | 2048                   | 167 421           |
| Tavua | 1992               | Chandra Singh (TRLTA)         | 9             | 100                    | 2 418             |
| FLP: Fiji Labour Party; NFP: National Federation Party; NRA: Nausori Ratepayers' Association; SDL: United Fiji Party; SRC: Savusavu Ratepayers and Citizens Party; TRLTA: Tavua Ratepayers, Landowners, and Tenants Association |                    |                               |               |                        |                   |